# نیل فلین
 نیل فلین (انگلیسی: Neil Flynn؛ زادهٔ ۱۳ نوامبر ۱۹۶۰) یک هنرپیشه اهل ایالات متحده آمریکا است. وی از سال ۱۹۸۲ میلادی تاکنون مشغول فعالیت بوده‌است.
از فیلم‌ها یا برنامه‌های تلویزیونی که وی در آن نقش داشته است می‌توان به هوت، سکس و مرگ ۱۰۱ و وسوسه درست اشاره کرد.